# أمريكيون من أجل الإصلاح الضريبي
أمريكيون من أجل الإصلاح الضريبي (ATR) هي مجموعة ضغط محافظة سياسياً في الولايات المتحدة الأمريكية وهي مجموعة دفاعية أمريكية هدفها المعلن هو «نظام تكون فيه الضرائب أكثر بساطة وأكثر وضوحاً وأقل مما هي عليه اليوم». وفقاً لـ ATR: «إن سلطة الحكومة في السيطرة على حياة الفرد تنبع من سلطتها على الضرائب. نعتقد أنه يجب التقليل من هذه السلطة». تشتهر المنظمة بـ «تعهد حماية دافعي الضرائب» الذي يطلب من المرشحين لمنصب الاتحاد الفيدرالي وحكومة الولاية الالتزام كتابياً بمعارضة جميع الزيادات الضريبية. مؤسس ورئيس ATR هو جروفر نوركويست وهو ناشط ضريبي محافظ. 

## الهيكل
أمريكيون من أجل الإصلاح الضريبي هي منظمة تضم 14 موظفاً وبتمويل يعادل 3912958 دولار أمريكي و60 ألف عضوية (اعتبارًا من 2004). تم تأسيسها من قبل جروفر نوركويست عام 1985.
والجناح التعليمي المرتبط بها هو أمريكيون لمؤسسة الإصلاح الضريبي والتي تصنف على أنها منظمة بحثية وتعليمية من فئة 501 (ج) (3). الغرض من كلا الكيانين هو تثقيف و/أو الضغط ضد جميع الزيادات الضريبية.
أمريكيون من أجل الإصلاح الضريبي هي عضو مشارك في شبكة سياسة الدولة وهي شبكة وطنية أمريكية من مؤسسات الفكر والرأي الموجهة نحو السوق الحرة. كما أنها جهة ممنوحة من الصندوق الائتماني للمانحين، وهو صندوق تبرعات استشاري غير ربحي.

## المشاريع

### تعهد حماية دافعي الضرائب
منذ عام 1986 قامت ATR برعاية تعهد حماية دافعي الضرائب وهو وعد كتابي صادر عن المشرعين والمرشحين لشغل منصب يلزمهم بمعارضة الزيادات الضريبية. يعرض هذا التعهد على جميع المرشحين لمكاتب الولايات والمكاتب الاتحادية وجميع شاغلي هذه الوظائف. قام ما يقارب من 1400 مسؤول منتخب من ممثلي الولايات إلى المحافظين إلى أعضاء مجلس الشيوخ الأمريكي بالتوقيع على التعهد. هناك إصدارات منفصلة على المستوى الوطني ومستوى الولاية.

في نسخة مجلس النواب الأمريكي يتعهد الموقِّع بـ: 
أولاً: معارضة أية جهود وجميع الجهود لزيادة معدلات ضريبة الدخل الهامشية للأفراد و/أو الشركات

ثانياً: معارضة أية تخفيضات صافية أو إلغاء للخصومات والائتمانيات ما لم تتطابق مع الدولار مقابل الدولار عن طريق خفض معدلات الضرائب.
في النسخة الخاصة بمشرعي الولايات يتعهد الموقِّع بما يلي:
سأعارض وأصوت ضد أي وكل الجهود المتعلقة بزيادة الضرائب.
في المؤتمر ال 112 الذي عقد في عامي 2011 و2012 جميع الأعضاء الجمهوريين البالغ عددهم 242 باستثناء ستة أعضاء بالإضافة إلى عضوين ديمقراطيين في مجلس النواب الأمريكي لما مجموعه 238 شخصاً (أغلبية تلك الهيئة) بالإضافة إلى الأعضاء الجمهوريين ال 47 باستثناء 7 منهم وعضو ديمقراطي واحد في مجلس الشيوخ الأمريكي لما مجموعه 41 فرداً قاموا بالتوقيع على تعهد حماية دافعي الضرائب. وقع جميعهم باستثناء 13 من الجمهوريين القائمين على التعهد بينما وقع عليه ثلاثة ديمقراطيين (السناتور السابق بن نيلسون (NE) وأعضاء مجلس النواب روبرت أندروز (NJ) وبن تشاندلر (KY)).

كتب رئيس ATR جروفر نوركويست عن أهمية «تعهد حماية دافعي الضرائب» للعديد من الصحف بما فيها Human Events في يونيو 2010. كتب نوركويست في هذا المقال:
إن رفع الضرائب هو ما يفعله السياسيون عندما لا يكون لديهم القوة اللازمة للحكم الفعلي. تم إنشاء تعهد حماية دافعي الضرائب في عام 1986 من قبل الأميركيين من أجل الإصلاح الضريبي كجزء من الجهود المبذولة لحماية معدلات الضرائب الهامشية المنخفضة لقانون الإصلاح الضريبي لريجان لعام 1986. وقد نمت أهميته كواحد من عدد قليل من القضايا التي يجبر السياسيون فيها على الإجابة بنعم أو لا للناخبين قبل أن يطلبوا تصويتهم.
بدأت لجنة حملة الكونجرس الديمقراطي (DCCC) والمرشحين الديمقراطيين الأفراد بمهاجمة «تعهد حماية دافعي الضرائب» والموقعين عليه خلال دورة عام 2010 بتهمة أن التعهد يحمي الإعفاءات الضريبية للشركات التي تشحن الوظائف للخارج. نشأ أول ظهور للحجة في انتخابات HI-01 الخاصة. ورد أمريكيون من أجل الإصلاح الضريبي من خلال وصف إعلان الهجوم بأنه «خطأ وقح». وأشاروا إلى أن التعهد لا يحظر الحد من أي خصم أو ائتمان بل يمنع فقط الأفراد و/ أو الشركات من مواجهة زيادة شاملة في ضرائب الدخل ويسمح بالإصلاح الضريبي المحايد من حيث الإيرادات. 
قامت Factcheck.org غير المتحزبة وغير الربحية بمراجعة إعلان DCCC واتفقت مع ATR على أن الإعلان «كان خطأً وقحا». كتب بروكس جاكسون مدير Factcheck.org:
كان يطلق عليها «كاذبة بشكل وقح» من قبل الأميركيين من أجل الإصلاح الضريبي المجموعة ذات النزعة الجمهورية التي حصلت على توقيع Djou على تعهدها المناهض للضرائب. ونحن نتفق. التعهد الضريبي ATR يحمي الشركات بشكل عام ولكن فقط من الزيادة الشاملة في الضرائب، ولا تقول شيئا عن الوظائف على الإطلاق. الأهم من ذلك أنها لا تستبعد إصلاح قانون الضرائب. يوافق الموقعون على معارضة أي تخفيض «صافي» للخصومات أو الائتمانات «ما لم يكن الدولار مقابل الدولار عن طريق تخفيض معدلات الضريبة بشكل أكبر».

### مشروع إرث رونالد ريغان
تم إنشاء المشروع في عام 1997 وذلك بهدف أن تحيي كل مقاطعة في الولايات المتحدة ذكرى الرئيس السابق بطريقة «مهمة» و «عامة» مثل تسمية مبنى عام. كما دعم المشروع الجهود المبذولة لوضع صورة ريغان على الورقة النقدية بقيمة عشرة دولارات. [19] كما شجع المشروع حكام الولايات على إعلان 6 فبراير «يوم رونالد ريجان» واعتباراً من عام 2006 قام 40 محافظ بذلك.

### مركز المساءلة المالية
منذ عام 2008، سعت ATR لتشجيع الشفافية والمساءلة في الحكومة من خلال مركز المساءلة المالية. تتضمن مهمة المنظمة دعم إنشاء قواعد بيانات قابلة للبحث على الإنترنت للإنفاق الحكومي وذلك من بين مبادرات أخرى.

### تكلفة يوم الحكومة
ترعى ATR حساب «يوم تكلفة الحكومة» وهو اليوم الذي من خلال حساباته «يتوقف الأمريكيون عن العمل لدفع تكاليف الضرائب والإنفاق على العجز واللوائح من قبل الحكومات الفيدرالية وحكومات الولايات.» منذ عام 2008 تم رعاية الحدث من قبل مركز المساءلة المالية.

### تحالف حقوق الملكية
تحالف حقوق الملكية هو مشروع للأمريكيين من أجل الإصلاح الضريبي. وهو ينتج مؤشر حقوق الملكية الدولية سنوياً ويصنف الحقوق الفردية في امتلاك العقارات الخاصة في البلدان في جميع أنحاء العالم. يركز المؤشر على ثلاثة عوامل رئيسية وتشمل هذه العوامل: البيئة القانونية والسياسية (LP) وحقوق الملكية المادية (PPR) وحقوق الملكية الفكرية (IPR).

### فشل دائرة الإيرادات الداخلية في حماية المعلومات الضريبية السرية
في أكتوبر 2014 ذكرت ATR أن تقريراً للمفتش العام لخزانة إدارة الضرائب (TIGTA) وجد أن مصلحة الضرائب الأمريكية لم تحم المعلومات الضريبية الفيدرالية بشكل صحيح. يتم جمع المعلومات الضريبية من قبل مصلحة الضرائب من الإقرارات الضريبية المقدمة في الولايات المتحدة.
توفر دائرة الإيرادات الداخلية معلومات سرية لأكثر من 280 وكالة اتحادية وحكومية ومحلية. وفقًا لتقرير TIGTA فإن تقرير دائرة الإيرادات الداخلية في مصلحة الضرائب لا يطلب التحقق في الموقع من قدرة الوكالة على حماية المعلومات الضريبية الفيدرالية ولا يضع أي مبادئ توجيهية للتحقيق في خلفية الوكالة للوصول إلى هذه المعلومات.
قام تقرير TIGTA باستطلاع 15 وكالة تتلقى معلومات حول الضرائب الفيدرالية ووجدت أنه لم تقم أي منها بإجراء فحوصات كافية لخلفية الموظفين الذين يتعاملون مع البيانات: أجرت وكالة واحدة تحقيقات خلفية وطنية وأربع وكالات بصمات أصابع وفحص واحد فقط في سجل مرتكبي الجرائم الجنسية. نصف الوكالات تقريباً توظف مجرمين مدانين.
يجب أن تظل المعلومات الضريبية الفيدرالية المقدمة للوكالات الأخرى سرية بموجب القانون الفيدرالي.

### مشاريع أخرى
لدى ATR العديد من خطوط المشاريع الخاصة المكرسة لقضايا محددة بما في ذلك جمعية المساهمين الأمريكية (ASA) والتحالف من أجل حرية العمال (AWF) ومشروع حرية وسائل الإعلام (MFP).
في أكتوبر 2010 بدأت ATR في إرسال منشورات إلى الناخبين في فلوريدا لتوجيههم إلى استدعاء حاكم فلوريدا والمرشح المستقل لمجلس الشيوخ تشارلي كريست. تضمنت رسائل بريد ATR صوراً لكريست مع أوباما واقتباسات من مؤلفين يمينيين.

## الاجتماعات التي تعقد أيام الأربعاء
بعد فترة وجيزة من انتخاب بيل كلينتون عام 1992 أصبح مقر ATR موقعاً لاجتماع المحافظين الأسبوعي غير القابل للنشر لتنسيق الأنشطة والاستراتيجية. سرعان ما أصبح «اجتماع الأربعاء» مركزاً مهماً للتنظيم السياسي المحافظ لتحالف «دعونا وشأننا» ويشتمل المشاركون كل أسبوع على قادة الكونغرس الجمهوريين ومؤسسات الفكر ذات النزعة اليمينية ومجموعات المناصرة المحافظة وجماعات الضغط في K Street. بدأ جورج دبليو بوش بإرسال ممثل إلى اجتماع الأربعاء حتى قبل أن يعلن رسمياً ترشيحه للرئاسة في عام 1999 واستمر في إرسال ممثلين حتى بعد انتخابه عام 2000.
ساعدت ATR في عقد اجتماعات منتظمة للمحافظين في جميع أنحاء البلاد على غرار اجتماعات الأربعاء في واشنطن وذلك بهدف إنشاء شبكة وطنية من الناشطين المحافظين للمساعدة في دعم مبادرات مثل التخفيضات الضريبية وإلغاء القيود التنظيمية. يوجد الآن اجتماعات في 48 ولاية وأكثرها دولياً مع اجتماعات في كندا والنمسا وبلجيكا وكرواتيا وفرنسا وإيطاليا واليابان وإسبانيا والمملكة المتحدة.
أثرت أهمية اجتماع الأربعاء على الليبراليين والديمقراطيين في تنظيم اجتماعات مماثلة لتنسيق الأنشطة المتعلقة بجدول أعمالهم المشترك. في عام 2001 ذكرت صحيفة يو إس إيه توداي أن النائبة روزا ديلاورو بدأت مثل هذا الاجتماع بناءً على دعوة من الزعيم الديمقراطي آنذاك ريتشارد جيفارت، حتى أنها عقدته يوم الأربعاء.

## مواقف سياسية
يتمثل الهدف الأساسي للسياسة الخاصة بالأميركيين للإصلاح الضريبي في تقليل نسبة الناتج المحلي الإجمالي التي تستهلكها الحكومة. تنص ATR على أنها «تعارض جميع الزيادات الضريبية كمسألة مبدأ». يسعى الأمريكيون من أجل الإصلاح الضريبي إلى تقليص الإنفاق الحكومي من خلال دعم تشريعات قانون حقوق دافعي الضرائب (TABOR) ومبادرات الشفافية ومعارضة التشريعات المتعلقة بتحديد وتداول الانبعاثات والجهود الديمقراطية لإصلاح الرعاية الصحية.
ATR عضو في تحالف Cooler Heads الذي يتخذ موقفاً حيال جدل الاحتباس الحراري العالمي بأن «علم الاحتباس الحراري غير مؤكد ولكن الآثار السلبية لسياسات الاحتباس الحراري على المستهلكين جميعها حقيقية بالتأكيد» دعمت ATR قانون الإصلاح الشامل للهجرة لعام 2006 وما زالت تؤيد مشروع قانون شامل لإصلاح الهجرة.
دعت ATR إلى خفض ميزانية الدفاع من أجل خفض الإنفاق على العجز.